# Retorzija
Retorzija je politični izraz za »neprijazni odgovor« ene države na podoben korak, ukrep ali postopek druge države. Takih odgovorov je veliko in se izvajajo tako v mirnodobnem času, kot tudi pred začetkom sovražnosti ali po vzpostavitvi vojnega stanja.
Med retorzijske ukrepe spadajo t. i. carinska vojna, pri kateri se izvaja ostrejša kontrola potnih listov državljanom določene države, izključitev teh državljanov iz določenih državljanskih pravic, uvedba viz in drugi podobni ukrepi. Tovrstne retorzije se po navadi začnejo izvajati zaradi občutka prizadetosti neke države ali njenih državljanov s strani druge države. Kadar je odgovor na retorzije neke države povsem enak ukrep druge države, se tovrstne retorzije imenujejo retaliacija.
Retorzija sama po sebi ne predstavlja kršitve mednarodnega vojnega prava in tudi ne vključuje nasilnih sredstev ali postopkov. Retorzije pa iz izkušenj pogosto vodijo v hujše politične zaostritve odnosov med dvema državama in lahko vodijo v oborožene spopade med njima.